# Kockums Emaljerverk
Kockums Emaljerverk var en tillverkningsindustri för produktion av emaljerade kärl med fabrik i centrala Ronneby alldeles vid Ronnebyån och med export till stora delar av världen. Kärlen kunde vara allt från muggar och fat till hinkar och kannor med en rad olika färgkombinationer. Ofta utformades kärlen med en dominerande färgyta i vitt, crème, rött eller gult med en avvikande dekorativ rand längs kärlets kant eller lock. 
Emaljverket ingick i Kockums Jernverks AB, som liksom Kockums Mekaniska Verkstad kontrollerades av familjen Kockum. 

## Historik
Tillverkningen startade 1893 och man framställde emaljerat plåtgods, företrädesvis husgeråd som handfat, kannor, hinkar, men även sjukhusutrustning som bäcken, skålar med mera. Fabriken upplevde sin storhetstid på 1930-talet. Konkurrensen från plasten blev till slut för svår för emaljeringsverket. Den sista varan som tillverkades var stekgrytan på 1970-talet. Kockums emaljverk upphörde med tillverkning år 1971. Godset tillverkades ursprungligen i vitt med blå rand, men senare tillkom även i ett flertal andra färger, 1935 kom serien Cream Lux i ljusgult med grön rand.

### Fabriken får ny roll som regionalt kulturcentrum
Sedan 2017 används fabrikens gamla tillverkningslokal i vitputsad fasad , kallad "Gamla sockerbruket", bland annat som ungdomsgård och rekvisitaförråd för Ronnebys teaterföreningar. Den äldre lager- och tillverkningslokalen i rött lertegel används sedan slutet av 1980-talet som Ronneby kommuns kulturcentrum. Den röda tegelbyggnaden har en för industribyggnader från sekelskiftet tidstypisk takkonstruktion i form av ett så kallat "sågtandstak". I det branta taket finns takfönster som gör de öppna tillverkningslokalerna inne i byggnaden ljusa utan att mer belysning behöver tillföras under dagtid.

### Återlansering
Under 2010-talet förvärvade investerare varumärket Kockums Jernverk AB och använde det för emaljerade kärl och rostfria köksprodukter tillverkade bland annat i Serbien. Varumärket har alltså ingen koppling till den tidigare produktionen i Kallinge.

## Galleri

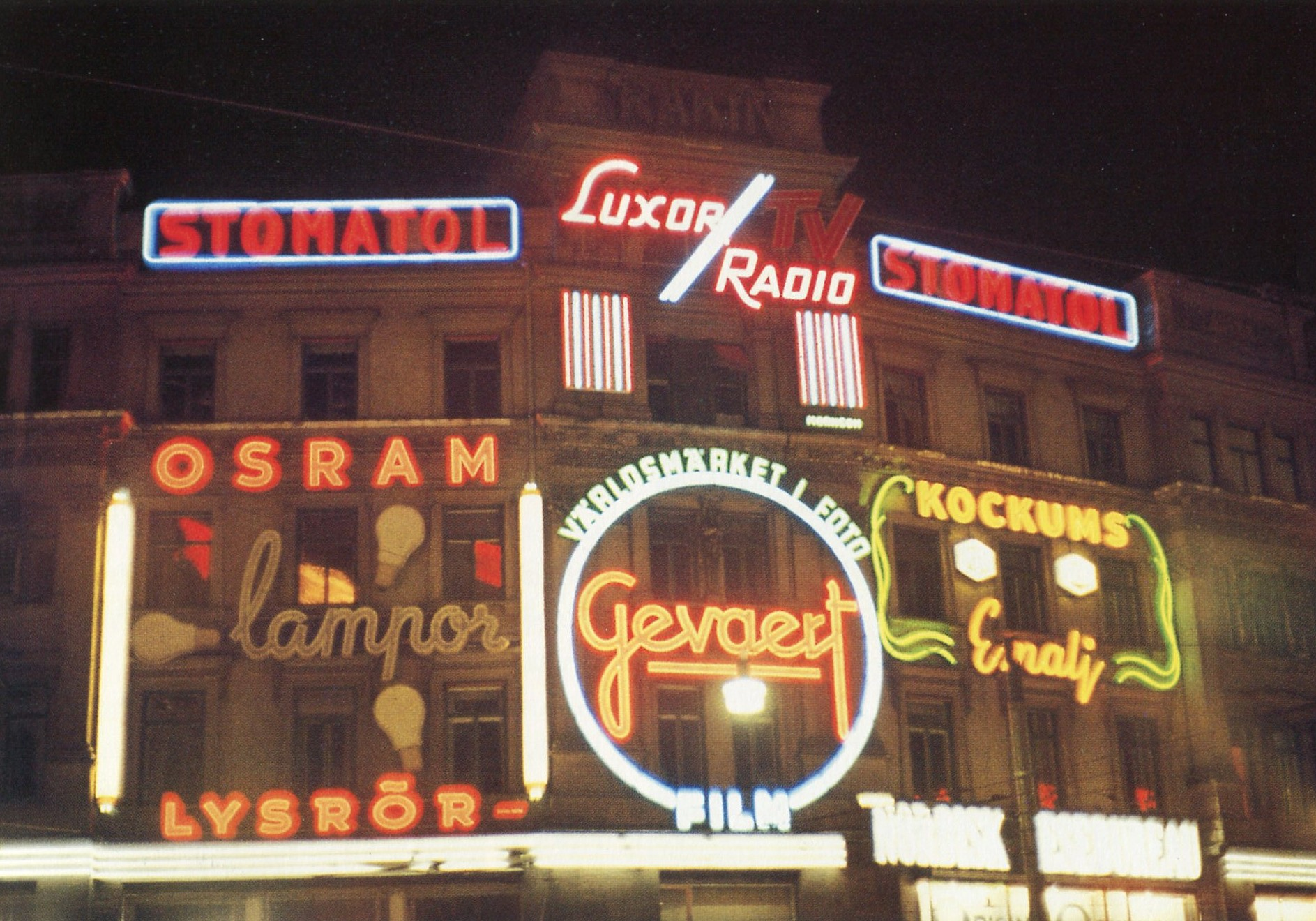
Ljusreklam för Kockums emalj vid Stureplan i Stockholm omkring 1960
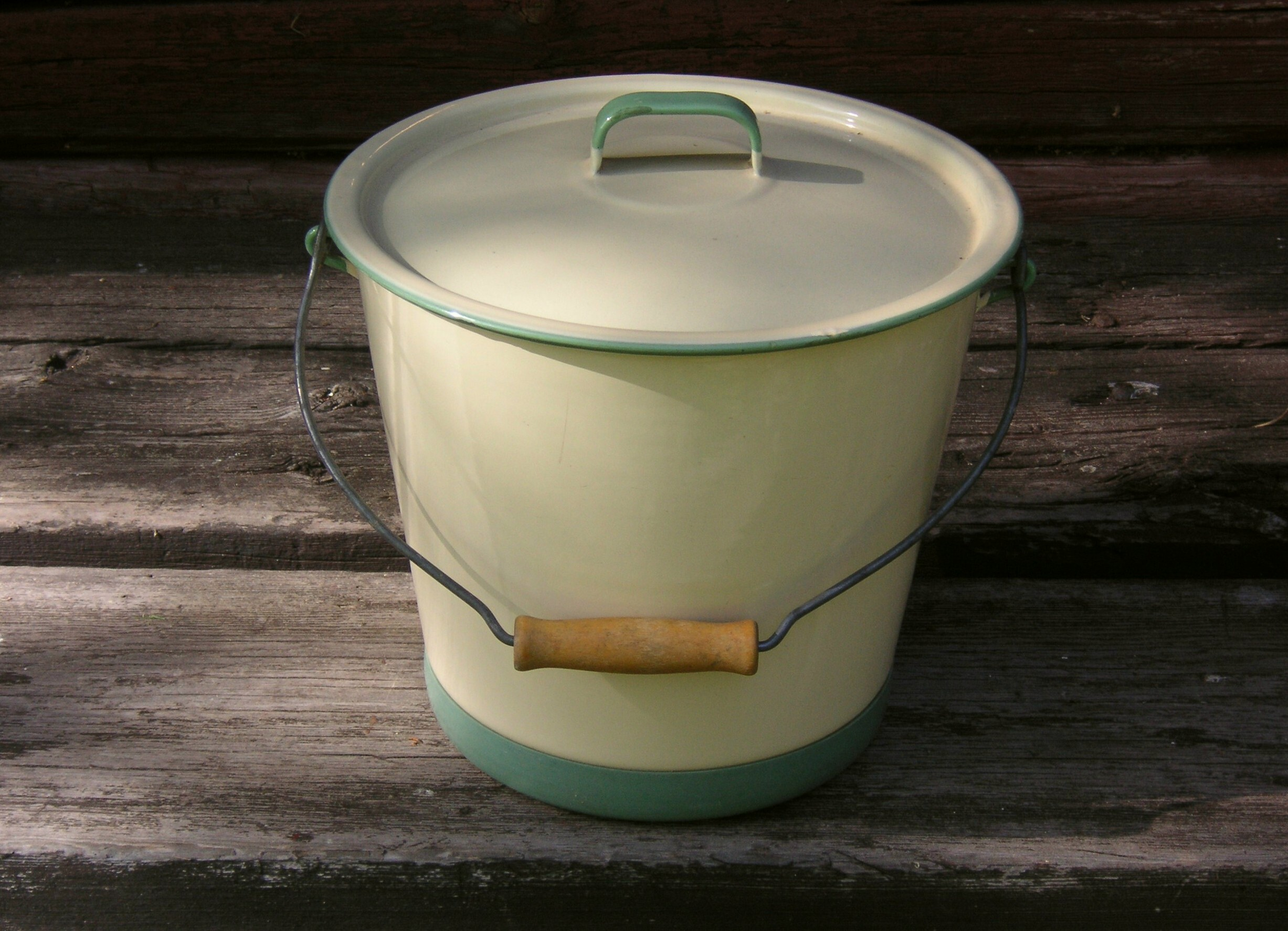
Hink med lock i gul emalj med grön rand
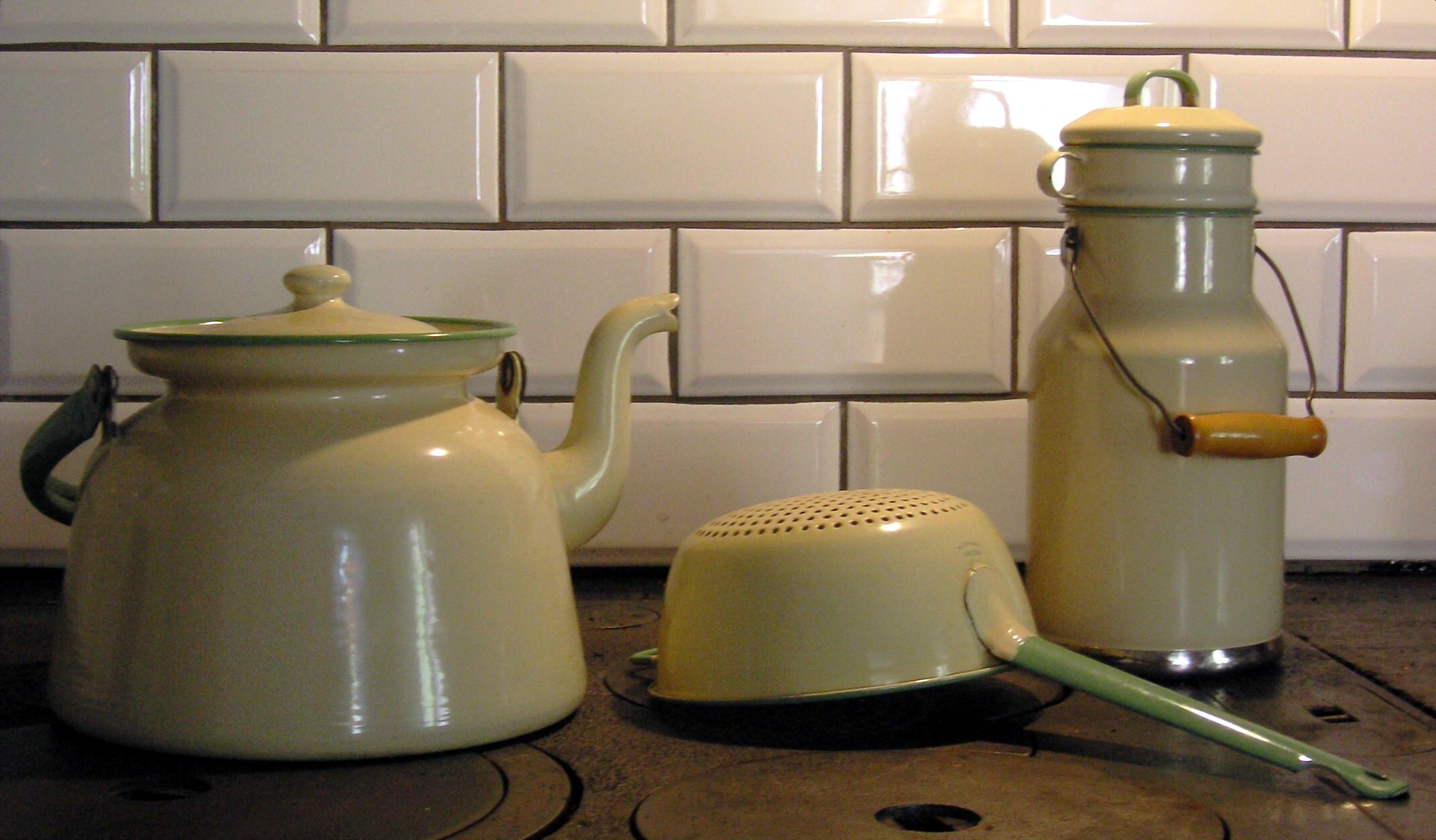
Vattenkittel, durkslag och mjölk-/gräddkanna
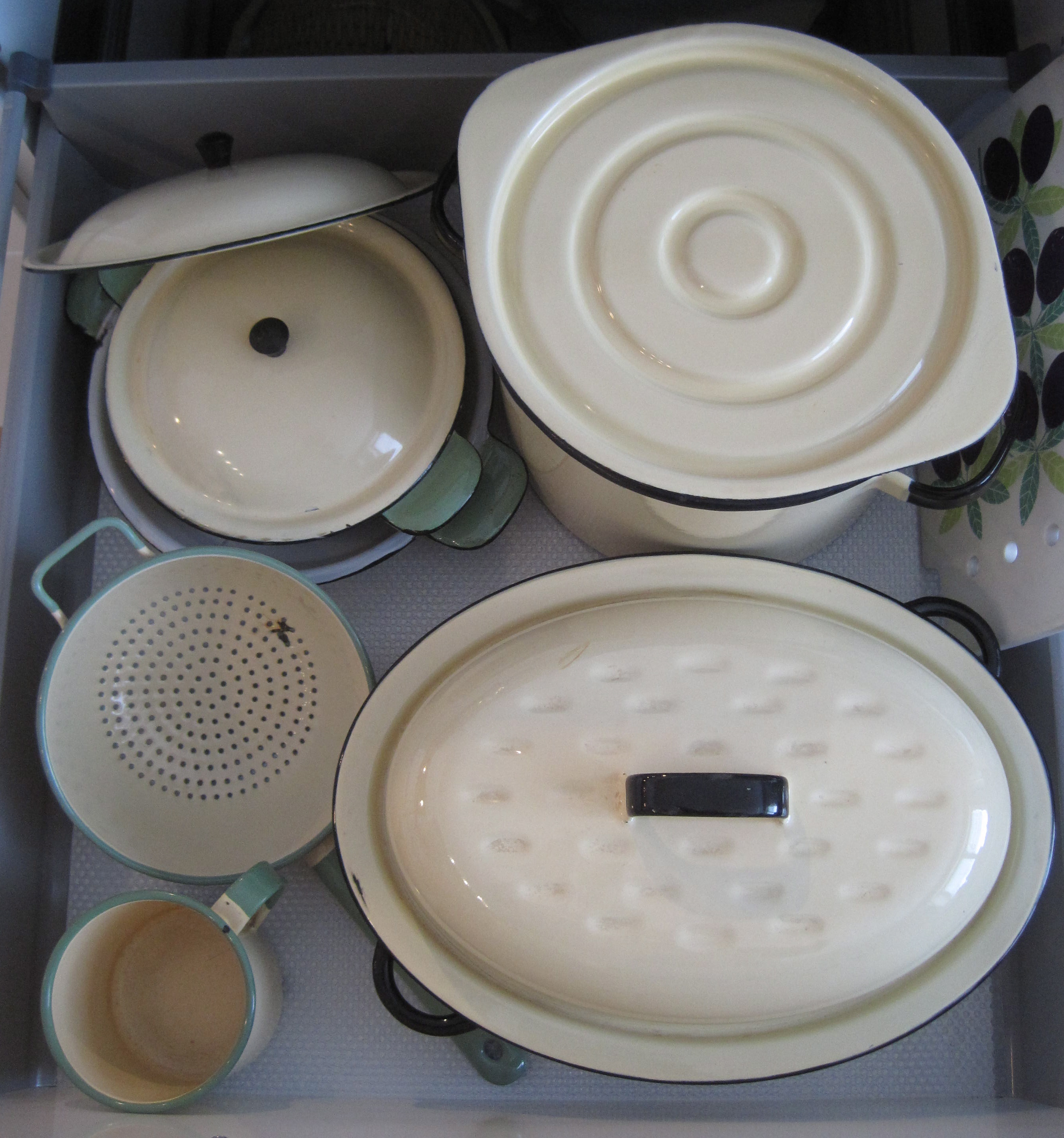
Blandade köksprodukter